# Kolonie Keňa
Kolonie a protektorát Keni (anglicky Colony and Protectorate of Kenya), obecně známá jako Britská Keňa (anglicky British Kenya), byla součástí Britského impéria v Africe. Byla založena v roce 1920, kdy byla bývalá Britská východní Afrika přeměněna na britskou korunní kolonii. Technicky vzato se „Keňská kolonie“ týkala vnitrozemí, zatímco 16 km dlouhý pobřežní pás (jmenovitě pronajatý od sultána ze Zanzibaru) byl Protektorát Keňa, ale oba byly kontrolovány jako jedna správní jednotka. Kolonie skončila v roce 1963, kdy byla poprvé zvolena černošská většinová vláda, která nakonec vyhlásila nezávislost jako Keňa.

## Obyvatelstvo
| Rok            | 1924      | 1931      | 1950      | 1955      | 1960      |
| -------------- | --------- | --------- | --------- | --------- | --------- |
| Počet obyvatel | 2 807 000 | 3 040 940 | 6 076 758 | 6 979 931 | 8 105 440 |